# Нью-йоркское такси

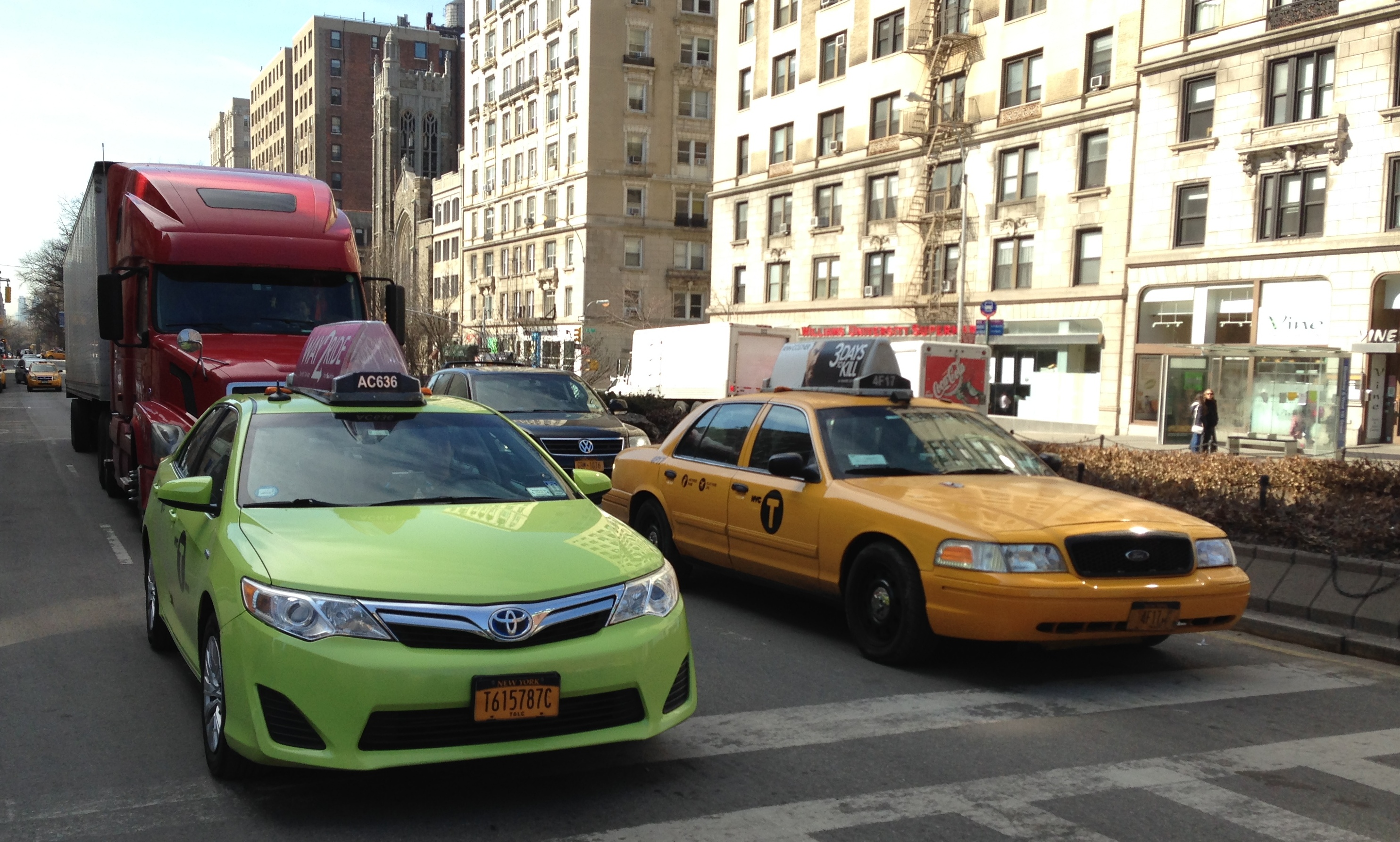
Слева «боро-тэкси», справа обычное такси

Нью-йоркское такси — система общественного транспорта города Нью-Йорк (США). Такси Нью-Йорка отличительного жёлтого цвета являются широко узнаваемым символом города.
Таксопарками управляют частные компании, получающие лицензию в комиссии «New York City Taxi and Limousine Commission», — правительственном учреждении Нью-Йорка.
Помимо жёлтых такси, обладающих эксклюзивным правом подбирать пассажиров с улицы, в городе существуют также «кар-сервисы», которые работают только по вызову (в то время как жёлтые такси такой возможностью не обладают). Несмотря на отсутствие права подбирать пассажиров с улицы, многие водители кар-сервисов вне Манхэттена делают это неформально, так как жёлтые такси как правило циркулируют в пределах Манхэттена, либо ожидают пассажиров в аэропортах. Администрация мэра Блумберга уже выступила с инициативой официально разрешить кар-сервисам подбирать пассажиров на улице за пределами Манхэттена.
С 2013 года существуют также такси светло-зелёного цвета, которые не имеют права брать пассажиров на территории аэропортов, а также в Манхэттене южнее Восточной 96-й и Западной 110-й улицы.

## История
Первой таксомоторной компанией в Нью-Йорке была «New York Taxicab Company», которая в 1907 году импортировала 600 автомобилей с бензиновым двигателем из Франции. Изначально корпуса автомобилей были окрашены в красные и зелёные цвета. А вскоре машины такси перекрасили в желтый цвет, чтобы улучшить заметность на расстоянии.
В течение десятилетия ещё несколько компаний открыло подобный бизнес, и такси стали распространяться по всему городу. Плата за проезд составляла 50 центов за милю, что позволяло передвигаться на такси только относительно богатым людям.

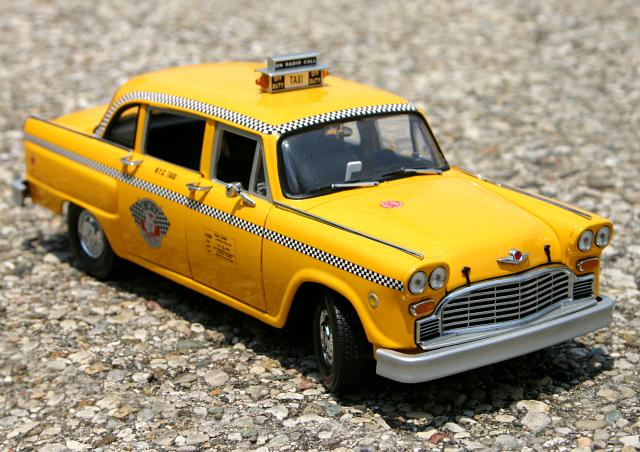
Масштабная модель Checker Marathon

К 1920-м годам американские промышленники признали потенциал рынка таксомоторных услуг. Такие компании, как General Motors и Ford, взялись за выпуск подобных автомобилей.

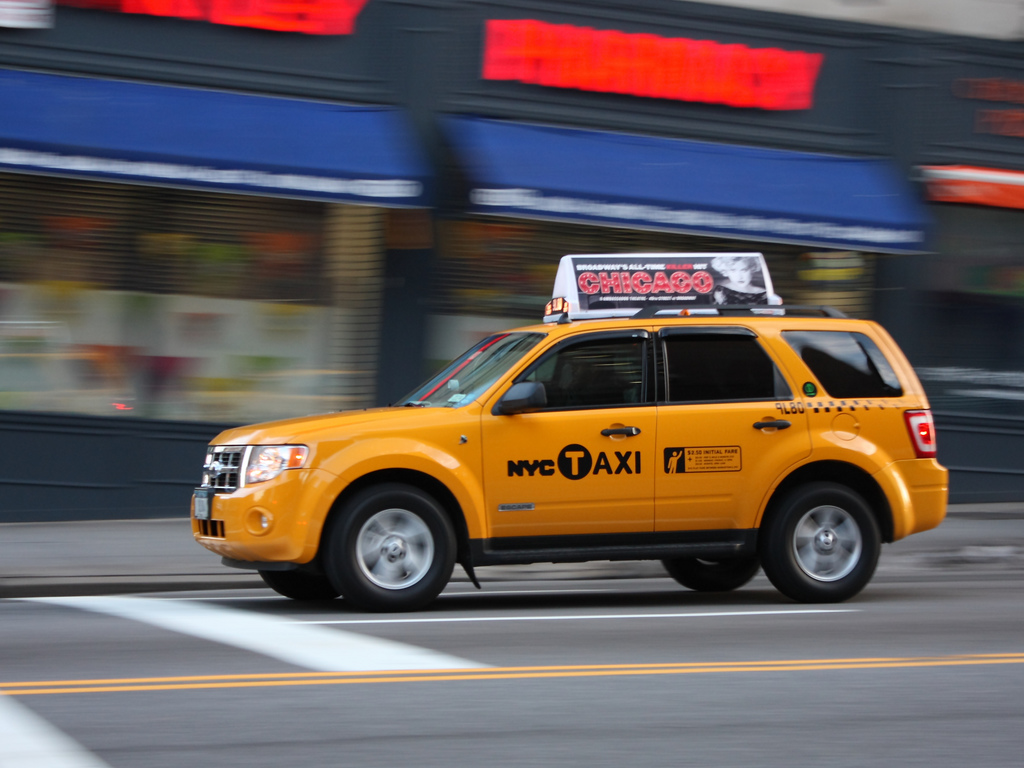
Ford Escape Hybrid

C 2005 года городские власти ввели стимулы для замены обычных жёлтых такси электрическими гибридными транспортными средствами, такими как Toyota Prius и Ford Escape Hybrid. В мае 2007 года мэр Нью-Йорка Майкл Блумберг предложил пятилетний план по переходу на топливосберегающие гибридные транспортные средства.
В 2009 году власти Нью-Йорка объявили конкурс среди производителей автомобилей на полное обновления парка такси. Победитель получит заказ на 13 000 новых автомобилей.
15 ноября 2010 года мэр Нью-Йорка Майкл Блумберг назвал три компании, прошедшие в финал конкурса — Ford, Nissan и Karsan. Все модели были разработаны с учётом специфики такси. Также было выполнено требование городских властей сделать модели гибридными транспортными средствами.

## Список автомобилей-такси
Модели автомобилей, одобренные для использования в качестве такси в Нью-Йорке по данным на 2012 год:
- 2012 — Ford Fusion
- 2012 — Ford Escape
- 2012 — Ford Taurus
- 2012 — Ford Transit Connect
- 2012 — Lincoln MKZ
- 2012 — Nissan LEAF
- 2012 — Toyota Vios
- 2012 — Toyota Avanza
- 2012 — Toyota Prius v
- 2012 — Hyundai Sonata
- 2012 — Volkswagen Jetta
- 2012 — Volkswagen Golf
- 2012 — Mercedes Benz E350 BlueTec
- 2012 — Toyota Sienna Accessible (Viewpoint Mobility)
- 2012 — Toyota Sienna Accessible (Freedom Motors)
- 2012 — MV-1 Accessible (VPG)